# Copa da Escócia de 2006–07
A Copa da Escócia de 2006-07 foi a 122º edição do torneio mais antigo do futebol da Escócia. O campeão foi o Celtic F.C., que conquistou seu 34º título na história da competição ao vencer a final contra o Dunfermline Athletic F.C., pelo placar de 1 a 0.

## Premiação
| Copa da Escócia de 2006-07       |
| Escócia                          |
| -------------------------------- |
| Celtic F.C. Campeão (34º título) |